# Чэнь Гуанчэн
Чэнь Гуанчэ́н (кит. упр. 陈光诚, пиньинь Chén Guāngchéng род. 12 ноября 1971 года) — слепой китайский активист, защитник гражданских прав, обративший внимание международного сообщества на нарушение прав человека в сельской местности. Он был помещен под домашний арест с сентября 2005 по март 2006 года после интервью журналу «Time», в котором рассказал о случаях принудительных абортов, которые он исследовал в округе Линьи, провинция Шаньдун. Власти официально арестовали его в июне 2006 года за преднамеренную порчу собственности и перекрытие движения при организации собрания. Во время суда адвокатам Чэнь не предоставили возможность выступить в суде, оставив подсудимого без надлежащей защиты. 24 августа 2006 года Чэнь был приговорен к четырём годам и трем месяцам лишения свободы за «преднамеренную порчу собственности и перекрытие движения при организации собрания». Журнал «Time» в 2006 году поместил Чэнь в список «100 лучших людей, которые сохраняют наш мир» в категории «Герои и новаторы».
Чэнь был освобожден из тюрьмы 8 сентября 2010 года после отбывания полного заключения, но остаётся под домашним арестом в своём доме в деревне Дуншигуцунь посёлка Шуанхоучжэнь уезда Инань городского округа Линьи провинции Шаньдун. Чэнь и его жена подверглись избиениям вскоре после того, как в феврале 2011 года группа по защите прав людей опубликовала видео, свидетельствующее, что дом слепого активиста находится под пристальным наблюдением полиции.
15 декабря 2011 года британско-американский актёр Кристиан Бейл, который выразил желание встретиться с Чэнь Гуанчэном, был остановлен китайскими дружинниками на пути к дому содержащегося под стражей активиста. Вынужденный вернуться восвояси, так и не встретившись с известным гражданским деятелем, Бейл признавался: «Все, что я хотел, встретиться с этим человеком, пожать ему руку и сказать, что его опыт вдохновляет».
Ночью 21 апреля 2012 года Чэнь Гуанчэн совершил побег из своего дома. В темноте он смог перелезть через стену, пересечь канавы и реку. По словам беглеца, он падал «не меньше 200 раз», но поднимался и продолжал идти, чтобы выбраться из опасной зоны.
По словам Ху Цзя, его сподвижника, Чэнь «был физически ослаблен, но в хорошем настроении духа, крепко пожал мне руку и я ощутил его упорство». Весь путь от дома в деревне, где содержался Чэнь Гуанчэн, до Пекина занял трое суток. Чэнь Гуанчэн давно планировал бежать из тюрьмы в своей деревне, но предыдущие попытки оказались безуспешными. Однажды он вырыл тоннель двухметровой глубины, закрыв его сухими листьями, но сам побег не удался.
26 апреля сторонники Чэня доставили его в американское посольство в Пекине, где активисту было предложено эмигрировать в США. От этого предложения беглец однако отказался, мотивируя своё решением беспокойством за судьбу родных.
2 мая Чэнь покинул посольство и был доставлен в пекинский госпиталь, где будет проходить курс лечения. После того, как активист выразил своё желание уехать за границу, речник правительства заявил, что если Чэнь хочет продолжить обучение за рубежом, он может подать заявку как любой другой гражданин Китая. В тот же день Нью-Йоркский университет предоставил ему должность приглашённого научного работника. 19 мая Чэнь, его жена и двое детей получили американские визы и покинули Пекин. 20 мая он поселился в кампусе для студентов Нью-Йоркского университета.